# Diari di Joseph Goebbels

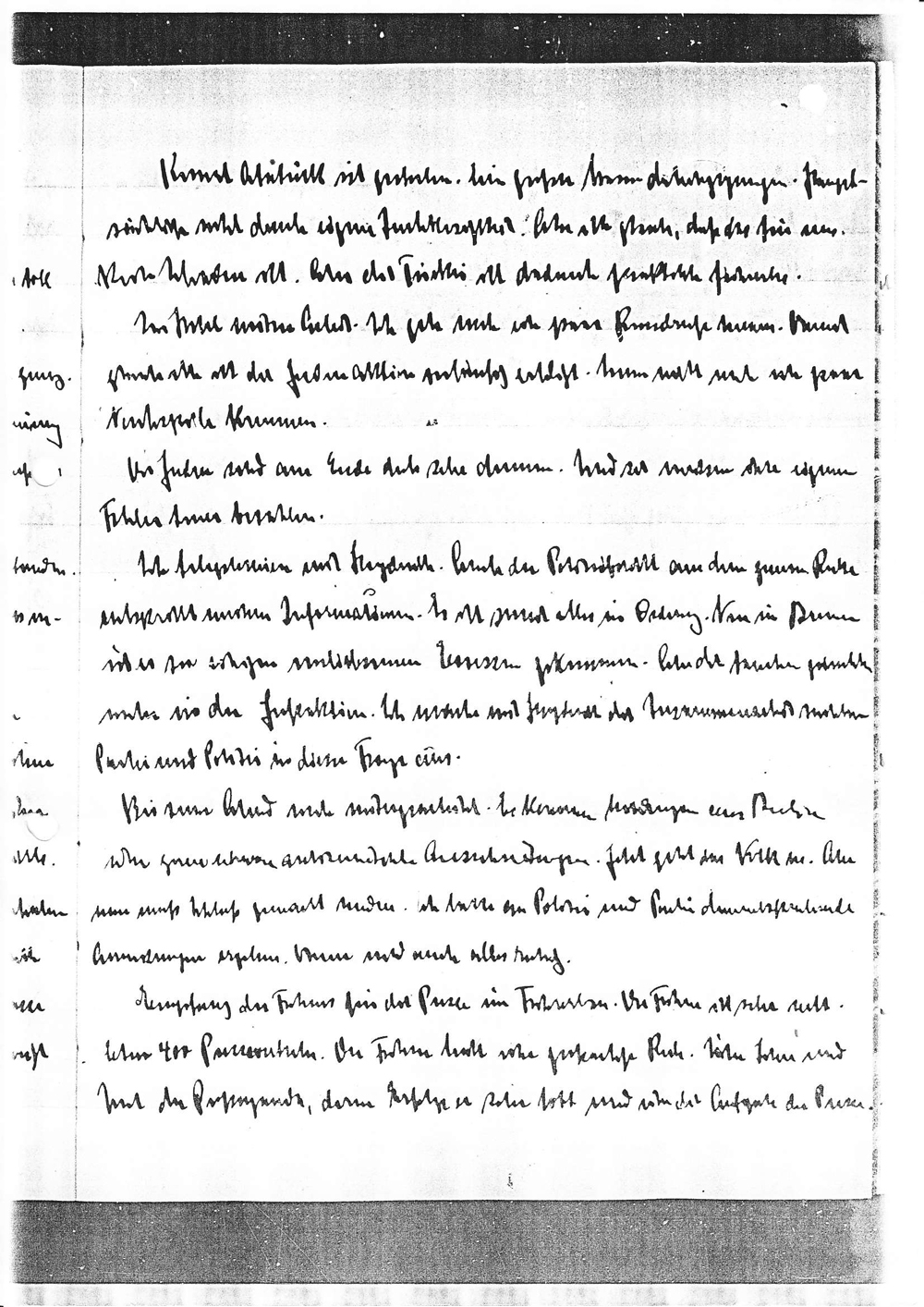
Una pagina manoscritta dei diari di Goebbels.

I Diari di Joseph Goebbels sono una raccolta di scritti del capo del Reichsministerium für Volksaufklärung und Propaganda (Ministero del Reich per l'istruzione pubblica e la propaganda), nonché leader del Partito Nazionalsocialista Tedesco dei Lavoratori (NSDAP), durante il governo di Adolf Hitler (1933-45).
I diari, pubblicati solo a partire dalla metà degli anni novanta integralmente in lingua tedesca e disponibili solo in parte in lingua inglese, sono un'importante fonte di conoscenza per lo studio della storia interna del nazionalsocialismo e dei suoi dodici anni di potere nella Germania nazista.
Lo storico britannico Ian Kershaw ha scritto nella prefazione della sua biografia di Hitler: «Con tutta la cautela che si deve naturalmente tenere nei riguardi dei commenti regolari fatti da parte di Goebbels nei confronti di Hitler... l'immediatezza e la frequenza di tali commenti li rendono una fonte di approfondimento e un aspetto vitale rivolti al pensiero e all'azione di Hitler».

## Storia
Goebbels iniziò a tenere un diario costante a partire dal settembre 1923, poco prima del suo ventisettesimo compleanno, mentre era disoccupato e viveva nella casa dei genitori a Rheydt, nella regione della Ruhr. Il diario gli era stato donato da Else Janke, una giovane donna con cui aveva appena avuto un rapporto turbolento e terminato senza esiti; la maggior parte delle sue prime annotazioni riguardano proprio lei.
Il suo biografo, Toby Thacker dell'università di Cardiff, scrive: «la scrittura di un diario è diventata rapidamente una sorta di terapia per questo giovane disgustato e molti storici hanno commentato come è stato straordinariamente sincero e rivelatore Goebbels, soprattutto nei suoi primi anni come diarista». Dal 1923 in poi scrive il suo diario quasi tutti i giorni.
Secondo lo storico tedesco Peter Longerich, le annotazioni del diario di Goebbels dalla fine del 1923 all'inizio del 1924 riflettono gli scritti di un uomo isolato, preoccupato da questioni religioso-filosofiche e mancante di un senso di direzione da dare alla propria vita. Le note di metà dicembre del 1923 mostrano Goebbels muoversi in direzione del nazionalista movimento völkisch. Goebbels si interessò per la prima volta ad Hitler e al nazismo a partire dal marzo del 1924.
Nel febbraio di quell'anno cominciò il processo a carico di Hitler, accusato di tradimento a seguito del fallito tentativo di acquisire il potere con il putsch di Monaco (8-9 novembre 1923); il dibattimento fece conoscere Hitler alla stampa e gli diede involontariamente una piattaforma propagandistica. Dopo che Goebbels lo incontrò per la prima volta nel luglio 1925, il leader nazista divenne sempre più la figura centrale del diario. Nel luglio 1926 rimase talmente rapito dalle argomentazioni prodotte da Hitler sulla "questione razziale" da scrivere:
Hitler divenne cancelliere del Reich a fine gennaio del 1933 e nominò immediatamente Goebbels ministro della propaganda; questi fece in seguito pubblicare una versione modificata dei suoi diari che raccontano il periodo dell'ascesa di Hitler al potere sotto forma di libro ed a cui diede il titolo Vom Kaiserhof zur Reichskanzlei: Eine historische Darstellung in Tagebuchblattern (dal Kaiserhof alla cancelliera del Reich). L'hotel Kaiserhof fu un albergo berlinese dove Hitler rimase prima di essere nominato cancelliere.
Il libro di Goebbels venne in seguito pubblicato anche in inglese con il titolo  My Part in Fight of Germany; anche se il testo era propagandista negli intenti, fornisce una chiara visione della mentalità della leadership nazista al momento della presa del potere.
Entro il luglio del 1941 i diari si erano sviluppati fino a costituire venti spessi volumi; Goebbels si rese presto conto che essi erano una risorsa troppo preziosa per rischiarne la completa distruzione durante un raid aereo; li fece pertanto spostare dal suo studio nella casa di Berlino ai sotterranei rinforzati d'acciaio della Reichsbank, situata nel centro cittadino.
Da questo momento in poi non scrisse più manualmente i diari; li dettò invece ad un esperto di stenografia, per poi redigerne le versioni corrette. Iniziava la giornata sempre con un riassunto degli eventi militari e politici del giorno. Thacker nota:
Il coinvolgimento di uno stenografo stava a significare che i diari non potevano più essere del tutto segreti e divenne pertanto meno franco sulle questioni personali.
Nel novembre del 1944 fu del tutto evidente a Goebbels che la Germania avrebbe perso la guerra. Lasciò scritto: «Quanto mi è lontano e alieno questo bellissimo mondo, che dentro di me ho già concluso». Riconoscendo di non poter sopravvivere alla caduta del Terzo Reich, ordinò che i suoi diari dovessero essere ricopiati e fatti custodire altrove, utilizzando per questo scopo la nuova tecnica del microfilm.
Venne creata appositamente una camera oscura speciale nell'appartamento berlinese di Goebbels, ove lo stenografo Richard Otte ne supervisionò l'intera opera. Goebbels vergò l'ultima nota scritta nel suo diario il 10 aprile 1945, meno di un mese prima della sua morte. Le scatole rinforzate contenenti i diari microfilmati in lastra fotografica furono inviate a Potsdam, appena ad ovest di Berlino, dove furono sepolte.
I diari originali e scritti a mano rimasero imballati e conservati all'interno della nuova Cancelleria del Reich. Alcuni di questi sopravvissero e costituirono la base per la pubblicazione di alcune sue sezioni (soprattutto quelle inerenti agli anni di guerra) dopo molti anni. Le scatole rimaste a Potsdam furono scoperte dai sovietici e inviate a Mosca, dove rimasero nascoste fino a quando non furono scoperte dalla storica tedesca Elke Fröhlich nel 1992.
Solo a partire da allora la pubblicazione completa dei diari divenne possibile.

## Pubblicazioni

### Edizione tedesca
Un'edizione composta da 29 volumi, che si estende per tutti gli anni che vanno dal 1923 al 1945, è stata curata da Elke Fröhlich e da altri; essa è completa al 98%. È stata pubblicata a partire dal 1993; l'ultimo volume è stato pubblicato nel 2008. Die Tagebücher von Joseph Goebbels è stato pubblicato a nome dell'Institut für Zeitgeschichte (Istituto di storia contemporanea di Monaco di Baviera) e con il supporto del Servizio Archivi Nazionali della Russia per K. G. Saur Verlag. Seguono le informazioni complete:
- Die Tagebücher von Joseph Goebbels, Teil I Aufzeichnungen 1923–1941 [The Diaries of Joseph Goebbels, Part I: Notations, 1923–1941] (ISBN 3-598-23730-8)

| Volume | Date                         | a cura di                                                  | Anno di pubblicazione |
| ------ | ---------------------------- | ---------------------------------------------------------- | --------------------- |
| 1/I    | ottobre 1923 – novembre 1925 | Elke Fröhlich                                              | 2004                  |
| 1/II   | dicembre 1925 – maggio 1928  | Elke Fröhlich                                              | 2005                  |
| 1/III  | giugno 1928 – novembre 1929  | Anne Munding                                               | 2004                  |
| 2/I    | dicembre 1929 – maggio 1931  | Anne Munding                                               | 2005                  |
| 2/II   | giugno 1931 – settembre 1932 | Angela Hermann                                             | 2004                  |
| 2/III  | ottobre 1932 – marzo 1934    | Angela Hermann                                             | 2006                  |
| 3/I    | aprile 1934 – febbraio 1936  | Angela Hermann Hartmut Mehringer Anne Munding Jana Richter | 2005                  |
| 3/II   | marzo 1936 – febbraio 1937   | Jana Richter                                               | 2001                  |
| 4      | marzo – novembre 1937        | Elke Fröhlich                                              | 2000                  |
| 5      | dicembre 1937 – luglio 1938  | Elke Fröhlich                                              | 2000                  |
| 6      | agosto 1938 – giugno 1939    | Jana Richter                                               | 1998                  |
| 7      | luglio 1939 – marzo 1940     | Elke Fröhlich                                              | 1998                  |
| 8      | aprile – novembre 1940       | Jana Richter                                               | 1997                  |
| 9      | dicembre 1940 – luglio 1941  | Elke Fröhlich                                              | 1997                  |

- Die Tagebücher von Joseph Goebbels, Teil II Diktate 1941–1945 [The Diaries of Joseph Goebbels, Part II: Dictations, 1941–1945]  (ISBN 3-598-21920-2):

| Volume | Date                    | a cura di                  | Anno di pubblicazione |
| ------ | ----------------------- | -------------------------- | --------------------- |
| 1      | luglio – settembre 1941 | Elke Fröhlich              | 1996                  |
| 2      | ottobre – dicembre 1941 | Elke Fröhlich              | 1996                  |
| 3      | gennaio – marzo 1942    | Elke Fröhlich              | 1995                  |
| 4      | aprile – giugno 1942    | Elke Fröhlich              | 1995                  |
| 5      | luglio – settembre 1942 | Angela Stüber              | 1995                  |
| 6      | ottobre – dicembre 1942 | Hartmut Mehringer          | 1996                  |
| 7      | gennaio – marzo 1943    | Elke Fröhlich              | 1993                  |
| 8      | aprile – giugno 1943    | Hartmut Mehringer          | 1993                  |
| 9      | luglio – settembre 1943 | Manfred Kittel             | 1993                  |
| 10     | ottobre – dicembre 1943 | Volker Dahm                | 1994                  |
| 11     | gennaio – marzo 1944    | Dieter Marc Schneider      | 1994                  |
| 12     | aprile – giugno 1944    | Hartmut Mehringer          | 1995                  |
| 13     | luglio – settembre 1944 | Jana Richter               | 1995                  |
| 14     | ottobre – dicembre 1944 | Jana Richter Hermann Graml | 1996                  |
| 15     | gennaio – aprile 1945   | Maximilian Gschaid         | 1995                  |

- Die Tagebücher von Joseph Goebbels, Teil III Register 1923–1945 [The Diaries of Joseph Goebbels, Part III: Register, 1923–1945]:

| Contenuto                                                                               | Editore | Anno di pubblicazione |
| --------------------------------------------------------------------------------------- | --- | --------------------- |
| Registro geografico. Registro dei nomi                                                  | Angela Hermann | 2007                  |
| Introduzione di Elke Fröhlich per l'opera completa. Indice degli argomenti in 2 volumi. | Florian Dierl, Ute Keck, Benjamin Obermüller, Annika Sommersberg e Ulla-Britta Vollhardt. Coordinati e riuniti da Ulla-Britta Vollhardt. Composti da Angela Hermann. | 2008                  |

- Astrid M. Eckert, Stefan Martens, "Glasplatten im märkischen Sand: Ein Beitrag zur Überlieferungsgeschichte der Tageseinträge und Diktate von Joseph Goebbels," Vierteljahrshefte für Zeitgeschichte 52 (2004): 479–526.
- Angela Hermann, "In 2 Tagen wurde Geschichte gemacht". Über den Charakter und Erkenntniswert der Goebbels-Tagebücher ["In Two Days, History Was Made": About the Character and Scientific Value of the Goebbels Diary]. Pubblicati a Stoccarda nel 2008 (ISBN 978-3-9809603-4-2).
- Angela Hermann, Der Weg in den Krieg 1938/39. Quellenkritische Studien zu den Tagebüchern von Joseph Goebbels.  München 2011 (ISBN 978-3-486-70513-3).

### Edizione inglese
- The Goebbels Diaries, 1942–1943, tradotto, edito e introdotto da Louis P. Lochner.  Prima pubblicazione a cura di Doubleday nel 1948[14].  È stato ristampato da Greenwood Press nel 1970 (ISBN 0-837-13815-9)
- Final Entries 1945: The Diaries of Joseph Goebbels, edito, introdotto e annotato da Hugh Trevor-Roper.  Prima pubblicazione a cura di Putnam's Sons in 1978 (ISBN 0-399-12116-1).  Un'edizione annotata è stata pubblicata da Pen and Sword nel 2008 (ISBN 1-844-15646-X).
- The Goebbels Diaries, 1939–1941, edito e tradotto da Fred Taylor.  Prima pubblicazione a Londra a cura di Hamish Hamilton nel 1982 (ISBN 0-241-10893-4).  La prima edizione statunitense è stata pubblicata a cura di Putnam's Sons nel 1983 (ISBN 0-399-12763-1). Questa traduzione di una parte precedentemente inedita dei diari di Goebbels è stata oggetto di controversie[15].

### Edizione Italiana
Anche in Italia i Diari sono stati tradotti. L'edizione è composta ad oggi di 10 volumi che ripercorrono rispettivamente gli anni 1923 al 1929, e dal 1938 al 1945. L'edizione è stata pubblicata da Thule Edizioni ed è completa al 62%. Pubblicata a partire dal 2016 sino all'ultimo volume pubblicato nel Novembre del 2020.